# Pontymoile
Pontymoile (en anglais) ou Llanfihangel Pont-y-moel (en gallois) est une communauté du borough de comté de la Torfaen, au pays de Galles. Il s'agit d'une banlieue de Pontypool située au sud-est du centre-ville.

## Démographie
Au recensement de 2011, la communauté de Pontymoile, qui comprend aussi le centre historique de Pontypool, comptait 5 082 habitants.